# Unité urbaine de Guebwiller
L'unité urbaine de Guebwiller est une unité urbaine française centrée sur les communes de Guebwiller et Soultz-Haut-Rhin, dans l'arrondissement de Thann-Guebwiller, le département du Haut-Rhin et la région Grand Est.

## Données générales
Dans le zonage réalisé par l'Insee en 2010, l'unité urbaine était composée de huit communes.
Dans le nouveau zonage réalisé en 2020, elle est composée des huit mêmes communes.
En 2022, avec 28 595 habitants, elle représente la 5e unité urbaine du département du Haut-Rhin et occupe le 22e rang dans la région Grand Est.
En 2020, sa densité de population s'élève à 239 hab/km2. Par sa superficie, elle représente 3,39 % du territoire départemental et, par sa population, elle regroupe 3,72 % de la population du département du Haut-Rhin.

## Composition 2020 de l'unité urbaine
Elle est composée des huit communes suivantes :
| Nom              | Code Insee | Département | Statut       | Superficie (km2) | Population (dernière pop. légale) | Densité (hab./km2) | Modifier                                    |
| ---------------- | ---------- | ----------- | ------------ | ---------------- | --------------------------------- | ------------------ | ------------------------------------------- |
| Guebwiller       | 68112      | Haut-Rhin   | ville-centre | 9,68             | 11 090 (2022)                     | 1 146              | modifier les données · modifier les données |
| Soultz-Haut-Rhin | 68315      | Haut-Rhin   | ville-centre | 29,56            | 7 019 (2022)                      | 237                | modifier les données · modifier les données |
| Buhl             | 68058      | Haut-Rhin   | banlieue     | 8,80             | 3 122 (2022)                      | 355                | modifier les données · modifier les données |
| Issenheim        | 68156      | Haut-Rhin   | banlieue     | 8,18             | 3 534 (2022)                      | 432                | modifier les données · modifier les données |
| Lautenbach       | 68177      | Haut-Rhin   | banlieue     | 13,02            | 1 510 (2022)                      | 116                | modifier les données · modifier les données |
| Lautenbachzell   | 68178      | Haut-Rhin   | banlieue     | 23,14            | 963 (2022)                        | 42                 | modifier les données · modifier les données |
| Linthal          | 68188      | Haut-Rhin   | banlieue     | 20,84            | 588 (2022)                        | 28                 | modifier les données · modifier les données |
| Wuenheim         | 68381      | Haut-Rhin   | banlieue     | 6,17             | 769 (2022)                        | 125                | modifier les données · modifier les données |

## Évolution démographique
| 1968   | 1975   | 1982   | 1990   | 1999   | 2009   | 2014   | 2020   |
| ------ | ------ | ------ | ------ | ------ | ------ | ------ | ------ |
| 24 214 | 25 566 | 25 427 | 26 020 | 28 472 | 29 529 | 29 170 | 28 550 |

#### Données générales
- Unité urbaine
- Aire d'attraction d'une ville
- Aire urbaine (France)
- Liste des unités urbaines de France

#### Données démographiques en rapport avec l'unité urbaine de Guebwiller
- Aire d'attraction de Mulhouse
- Arrondissement de Thann-Guebwiller

#### Données démographiques en rapport avec le Haut-Rhin
- Démographie du Haut-Rhin